# Brya ebenus
Ne doit pas être confondu avec cocobolo.
Espèce
Classification phylogénétique
Brya ebenus, également connu sous le nom de bois de cocus, ébène des Antilles, brya faux-ébène, (en espagnol : espino de sabana , granadillo), (en anglais : cocus wood, coccuswood, West Indian ebony), est une espèce de plantes à fleurs de la famille des pois, les Fabaceae. C'est un arbre originaire des îles Caraïbes de Cuba et de Jamaïque,. Sur le plan horticole, il est connu sous le nom de Jamaica(n) rain tree (arbre à pluie jamaïcain).
Au XVIIIe siècle, les facteurs d'instruments à vent utilisaient le buis européen (Buxus sempervirens) jusqu'à l'épuisement de la ressource. Lorsque les routes commerciales vers les ports étrangers ont commencé à être établies pendant la période coloniale, de nombreux nouveaux bois durs en provenance des pays tropicaux, réputés pour leur densité et leur usinabilité, ont été essayés et le Brya ebenus, indigène des Caraïbes, a surpassé les autres. Sa couleur d'un brun riche et profond allant jusqu'au noir répondait aux goûts de l'époque. Comme le bois noir africain, il pousse dans les broussailles tropicales, un habitat dans lequel il a réussi à survivre et à devenir résistant à la sécheresse en n'ajoutant qu'une croissance progressive dans son cycle annuel. Ce modèle de croissance confère au bois de cocus les mêmes propriétés que celles qui sont appréciées pour le bois noir africain : une densité, une usinabilité et une stabilité intéressantes. Tout comme les bois noirs d'Afrique, le bois de cocus appartient à la famille des Fabaceae. Il s'agit d'une légumineuse, qui enrichit le sol dans les habitats souvent marginaux qu'elle est connue pour occuper. Pendant une période relativement brève, le bois de cocus était le bois de prédilection des fabricants européens d'instruments à vent, mais malheureusement, comme son habitat se limitait à Cuba et à la Jamaïque et que l'arbre était encore plus petit que le bois noir africain (diamètre moyen de 8-15 cm, contre 24 cm pour Dalbergia melanoxylon), les peuplements de cet arbre ont rapidement été décimés et aucune initiative de conservation n'a été mise en place pour le protéger à l'avenir. Aujourd'hui, il n'est disponible qu'en petites quantités à des prix très élevés. Il n'est pas inscrit sur la liste rouge de l'UICN, probablement parce que ses populations ont été décimés il y a plus de cent ans et qu'il est peu considéré dans le commerce de nos jours.

## Description
Brya ebenus est un petit arbre résistant à la sécheresse qui peut atteindre une hauteur de 6 à 9 mètres (20 à 30 pieds) et produit de longues branches tombantes. Il possède de petites feuilles composées cireuses à 2-3 parties qui semblent souvent simples. Les feuilles sont densément portées en formation alternée sur de courts éperons qui sont produits sur les tiges principales. Brya ebenus a une écorce rugueuse et des branches courtes avec des épines. Les fleurs jaune vif se développent sur de courtes inflorescences indéterminées (racémeuses). Elles sont typiquement (pour la sous-famille des Faboideae) semblables à des pois et hermaphrodites, avec une symétrie bilatérale et (moins typiquement) hétérostyles. Les fruits sont des légumineuses, ce qui est commun pour la famille des Fabaceae. Ils sont  non comestibles; lorsqu'ils sont mûrs, ils ont une couleur brunâtre et des poils blanc cassé.

## Écologie
Brya ebenus pousse dans les garrigues (biome terrestre tropical), dans les pâturages sur les collines calcaires rocheuses ou 
sur les plaines alluviales rocheuses des zones arides. Il a besoin de la pleine lumière du soleil et fleurit sporadiquement tout au long de l'année. Comme son nom commun le suggère, l'arbre de pluie jamaïcain est bien connu pour fleurir presque immédiatement après un événement pluvieux. Il s'agit peut-être d'une adaptation permettant de produire rapidement des graines lorsque des pluies imprévisibles surviennent. Les fleurs attirent les insectes visiteurs tels que les abeilles. Comme beaucoup de Faboideae, l'arbre de pluie jamaïcain possède des nodules bactériens dans ses racines, qui fixent l'azote atmosphérique en une forme utilisable, permettant la croissance dans des sols pauvres.

## Culture et utilisations
Brya ebenus est cultivée comme plante ornementale, pour les bonsaïs et pour son bois précieux. Le bois de cocus est un bois dur tropical très dense avec une excellente qualité pour la facture musicale, et était utilisé pour la fabrication de flûtes en Angleterre et en France notamment au cours du XIXe siècle. 
Il est encore utilisé occasionnellement pour la fabrication d'instruments de musique en bois tels que la cornemuse, la clarinette, le hautbois et le piccolo,.